# تاريخ ليتوانيا (1219–1295)

يوثّق تاريخ ليتوانيا بين عامي 1219 و1295 تأسيس دولة ليتوانيا الأولى وتاريخها المبكر، أي دوقية ليتوانيا الكبرى. تمثل بداية القرن الثالث عشر نهاية عصور ما قبل التاريخ في ليتوانيا. سُجّل التاريخ الليتواني ابتداءً من هذه النقطة في السجلات والمعاهدات ووثائق مكتوبة أخرى. في عام 1219، وقّع 21 دوقًا ليتوانيًا معاهدة سلام مع غاليسيا فولينا. حظي هذا الحدث بقبول واسع باعتباره أول دليل على أن قبائل البلطيق كانت متحدةً ومتماسكة. على الرغم من الحرب المستمرة مع تنظيمين مسيحيين هما التنظيم الليفوني والفرسان التويتونيون، تأسست دوقية ليتوانيا الكبرى واكتسبت بعض السيطرة على أراضي بلاك روثينيا، وبولاتسك، ومينسك، ومناطق أخرى شرق ليتوانيا الحالية التي أصبحت ضعيفة وغير حصينة بعد سقوط كيفان روس.
كان ميندوغاس أول حاكم يحمل لقب الدوق الأكبر. ويُعد تقليديًا مؤسس الدولة، وهو الذي وحّد قبائل البلطيق وأسس الدوقية. من ناحية ثانية، يعترض بعض الباحثين على هذا التصور، بحجة وجود دولة منظمة قبل ميندوغاس، ربما في وقت مبكر من عام 1183. تعمّد ميندوغاس في عام 1251، بعد إخماد حرب داخلية مع أبناء أخيه، وتُوّج ملكًا لليتوانيا في عام 1253. في عام 1261، كسر اتفاق السلام مع التنظيم الليفوني، وربما هجر المسيحية. أنهى اغتياله في عام 1263 على يد ترينيوتا المملكةَ المسيحية الأولى في ليتوانيا. بقيت ليتوانيا لمدة 120 سنة أخرى إمبراطورية وثنية، تحارب ضد التنظيمات التيوتونية والليفونية خلال الحملات الصليبية الشمالية في أثناء محاولاتهم تحويل المنطقة إلى الديانة المسيحية.
بعد موت ميندوغاس، دخلت دوقية ليتوانيا الكبرى في فترات من حالات عدم الاستقرار النسبية، وتمثل ذلك بحقيقة أن سبعة دوقات كبار حملوا اللقب على مدار السنوات الاثنتين والثلاثين اللاحقة. لا يُعرف الكثير عن هذه الفترة، لكن سلالة غيديمين تأسست في عام 1280 تقريبًا. لم تتفكك الدوقية الكبرى على الرغم من حالة عدم الاستقرار. تولى فيتينيس السلطة في عام 1295، ووضع خلال السنوات العشرين التالية أسسًا صلبةً للدوقية لتتوسع وتكبر تحت قيادة غيديميني وابنه ألجيرداس بين عامي 1219 و1295، وتوضح توسعها في السنوات التالية لعام 1295.

## تأسيس الدولة

### توحيد البلطيق
كان البلطيقيون يسعون إلى الوحدة بسبب التهديدات الخارجية من التنظيمات الدينية الألمانية العدوانية. في عام 1202، أسّس أسقف ريغا ألبرت تنظيم أخوة السيف الليفونيين، للشجيع على إخضاع الليفونيين والكورونيين والسيميغاليين والإستونيين بالقرب من خليج ريغا وتحويلهم إلى المسيحية. شنّ التنظيم عدّة حملات عسكرية ناجحةً وشكل خطرًا كبيرًا على الأراضي الليتوانية. تأخر تقدّم التنظيم بسبب هزيمته في معركة سول في عام 1236، التي كاد أن يسقط بعدها. في السنة التالية، اندمج مع فرسان تيوتون.
في عام 1226، دعا كونراد الأول من ماسوفيا فرسان تيوتون للدفاع عن حدودها وقمع البروسيين، وعرض على الفرسان استخدام خيومنو (كولم) قاعدة لحملتهم العسكرية. في عام 1230، استقروا في خيومنو، وبنوا قلعة، وبدؤوا بالهجوم على الأراضي البروسية. بعد 44 عامًا، وعلى الرغم من قيام انتفاضتين بروسيتين ضدهم، فقد احتلوا معظم القبائل البروسية. بعد ذلك، أمضى الفرسان تسع سنوات يغزون النادروفيين والسكالفيين واليوتفينغيين، ومنذ عام 1283 أصبحوا أفضل في اختيار المواقع لتهديد الدولة الليتوانية الفتية من جهة الغرب.
سهلت التغيرات الاجتماعية التي حدثت في ليتوانيا خلال هذه الفترة من توحيد القبائل الليتوانية. أُسست ملكية خاصة للأراضي، تطورت لاحقًا إلى نظام إقطاعي. كانت تنظيمًا لحكم ملكية الأراضي في القرن الثالث عشر، كما ذُكر في السجلات. في ظل هذا النظام، المعروف في إنجلترا باسم نظام البكورة، يحق للابن الأكبر فقط وراثة الأراضي، الأمر الذي سمح للدوقات بتوثيق ممتلكاتهم. بدأت الطبقات والتقسيمات الاجتماعية أيضًا تأخذ شكلها. كانت هناك فئات من الجنود المتمرسين (باجوراس)، والفلاحين الأحرار (لوكينينيكاس)، والناس «غير الأحرار» (كيميناس وسيمينيكستس). من أجل فرض هذه البنية الاجتماعية، كانت الدولة الموحدة ضرورية. تمثل الدافع الآخر وراء الوحدة بالرغبة في استغلال الأراضي الروثينية، التي تعاني بسبب الغزو المنغولي. كانت التحالفات المؤقتة بين الدوقات غالبًا كافيةً لتنفيذ المشاريع العسكرية ولنهب هذه الأراضي (بما فيها بسكوف التي نُهبت في عام 1213). إجمالًا، شنّ الليفونيون بين عامي 1201 و1236 نحو 22 غارةً على ليفونيا، و14 غارة على راس (روثينيا)، وأربع غارات على بولندا. من ناحية ثانية، تطلبت الإدارة الجارية للأراضي المحتلة قوة مركزية قوية موحدة.

### معاهدة غاليسيا فولينيا
تشير بعض الأدلة إلى أن الليتوانيين قد بدؤوا بتوحيد قواتهم في مطلع القرن الثالث عشر. على سبيل المثال، جُند العساكر في جميع أنحاء ليتوانيا في عام 1207 لمحاربة التنظيمات الدينية الألمانية، وفي عام 1212، أظهرت معاهدة دوغيروتيس مع جمهورية نوفغورود أنه مارس قدرًا معينًا من النفوذ على منطقة شاسعة. نظم الليتوانيون نحو ثلاثين بعثة عسكرية إلى ليفونيا، وروسيا، وبولندا، في أول عشرين عام من القرن الثالث عشر. يجادل المؤرخ توماس بارانوسكاس بأن الدولة الليتوانية ربما كانت موجودة في وقت مبكر من عام 1183.
على أي حال، تُعد معاهدة غاليسيا فولينيا الموقعة في عام 1219 أول دليل على أن البلطيقيين كانوا يتوحدون. تضمن الموقعون على المعاهدة 21 دوقًا ليتوانيًا؛ يُذكر أن خمسةً منهم كانوا من كبار السن وبالتالي كانت لهم الأفضلية على الدوقات الستة عشر المتبقين. من المُفترض أن الدوق الأكبر كان زيفينبوداس، لأن اسمه ذُكر أولًا. أُدرج ميندوغاس، على الرغم من صغر سنه، وأخوه دوسبرونغاس ضمن الدوقات الأكبر سنًا. وهذا يعني ضمنًا أنهما ورثا لقبيهما. كان الدوقان الأكبران المتبقيان هما دوجوتاس (ذُكر ثانيًا) وأخوه فيليكايلا (ذُكر آخر واحد من الخمسة).
إن المعاهدة مهمة لعدة أسباب، فهي تُظهر أن الدوقات الليتوانيين كانوا متعاونين؛ شمل الموقّعون عليها دوقات حكموا أراضي مثل ساموغيتيا، التي لم تملك اتصالًا بغاليسيا فولينيا على الأرجح. والواقع أن مشاركتهم تعني ضمنًا تصوّرًا لمصالح مشتركة، وهو مؤشر على أنها دولة ناشئة. من ناحية ثانية، يوضح تعيين خمسة دوقات «شيوخًا» أن عملية التوحيد كانت ما تزال تمر في مرحلة انتقالية. ويدل إدراج 21 دوقًا على أن أراضي ليتوانيا المتنوعة كانت قويةً وشبه مستقلة. يعتبر المؤرخون المعاهدة توثيقًا مهمًا للعملية المعقدة الطويلة لتشكيل الدولة. كان تقدم عملية التوحيد متفاوتًا؛ على سبيل المثال، بعد موت الدوقين دوغيروتيس في عام 1213 وستيكسيس في عام 1214، نظم الليتوانيون عددًا أقل من الغارات.